# Champlemy
Champlemy é uma comuna francesa na região administrativa de Borgonha-Franco-Condado, no departamento Nièvre. Estende-se por uma área de 38,33 km². Em 2010 a comuna tinha 335 habitantes (densidade: 8,7 hab./km²).